# Harsz
Harsz (Duits: Haarszen; 1936-1945: Haarschen; Pools (1946): Harszyn, Harz) is een plaats in het Poolse district Węgorzewski, woiwodschap Ermland-Mazurië. De plaats maakt deel uit van de gemeente Pozezdrze en telde 443 inwoners in 2011.

## Sport en recreatie
- Door deze plaats loopt de Europese wandelroute E11. De E11 loopt van Den Haag naar het oosten, op dit moment de grens Polen/Litouwen. Ter plaatse komt de route van het westen van Sztynort via het Dargiń-meer en vervolgt via een lus van het Meer van Harsz in noordelijke richting naar Ogonki.